# Effsingar
Effsingar (eller äfsingar, efsingar, eppsingar, näppsingar) är den del av varpen som man aldrig kan väva slut. 
Mot slutet av varpen måste ändå den sista biten förbli ovävd eftersom solven som är förbundna med tramporna är placerade bakom slagbommen.
Effsingarna är lika långa som avståndet från sista inslaget till de bakre solven, vilket kan vara upp till en meter, alltefter vävstolens konstruktion. Om väven ska ha en frans kan effsingarna användas för att knyta en sådan.

## Etymologi
Efsing kan härledas från ett fornnordiskt ord efsa, som betyder avskära. Effsingar är alltså något som blivit avskuret.
Dialektalt har effsing i överförd bemärkelse blivit ett skämtsamt uttryck för Litet och svagt barn, barnunge, d.v.s. något som just inte duger till någonting. En annan dialektal tolkning av effsing = barnunge kan vara glad och livlig pojke.